# Miabi
Miabi este un oraș în  provincia Kasai-Oriental, Republica Democrată Congo. În 2012 avea o populație de 58 291 de locuitori, iar în 2004 avea 46 167.